# NGC 5582
NGC 5582 је елиптична галаксија у сазвежђу Волар која се налази на NGC листи објеката дубоког неба.
Деклинација објекта је + 39° 41' 38" а ректасцензија 14h 20m 43,2s. Привидна величина (магнитуда) објекта NGC 5582 износи 11,5 а фотографска магнитуда 12,5. Налази се на удаљености од 31,327 милиона парсека од Сунца. NGC 5582 је још познат и под ознакама UGC 9188, MCG 7-29-63, CGCG 220-3, CGCG 219-70, PGC 51251.